# Volán
Volán je záhyb, který vytvoří volný okraj nabraného (plisovaného) pruhu látky, který je na druhé straně přešitý. Ten se pak přišívá jako ozdoba k okraji záclon, šatů, spodního prádla aj. Tato technika se používá také u fiží.

## Synonymní výrazy a jejich původ
1. volán, volánek – z francouzského volant (vlající)
2. kanýr (karnýr, garnýr), kanýrek – také má původ ve francouzštině
3. ryš, rýšek (kniž., krejč.) – z francouzštiny až keltštiny

## Galerie

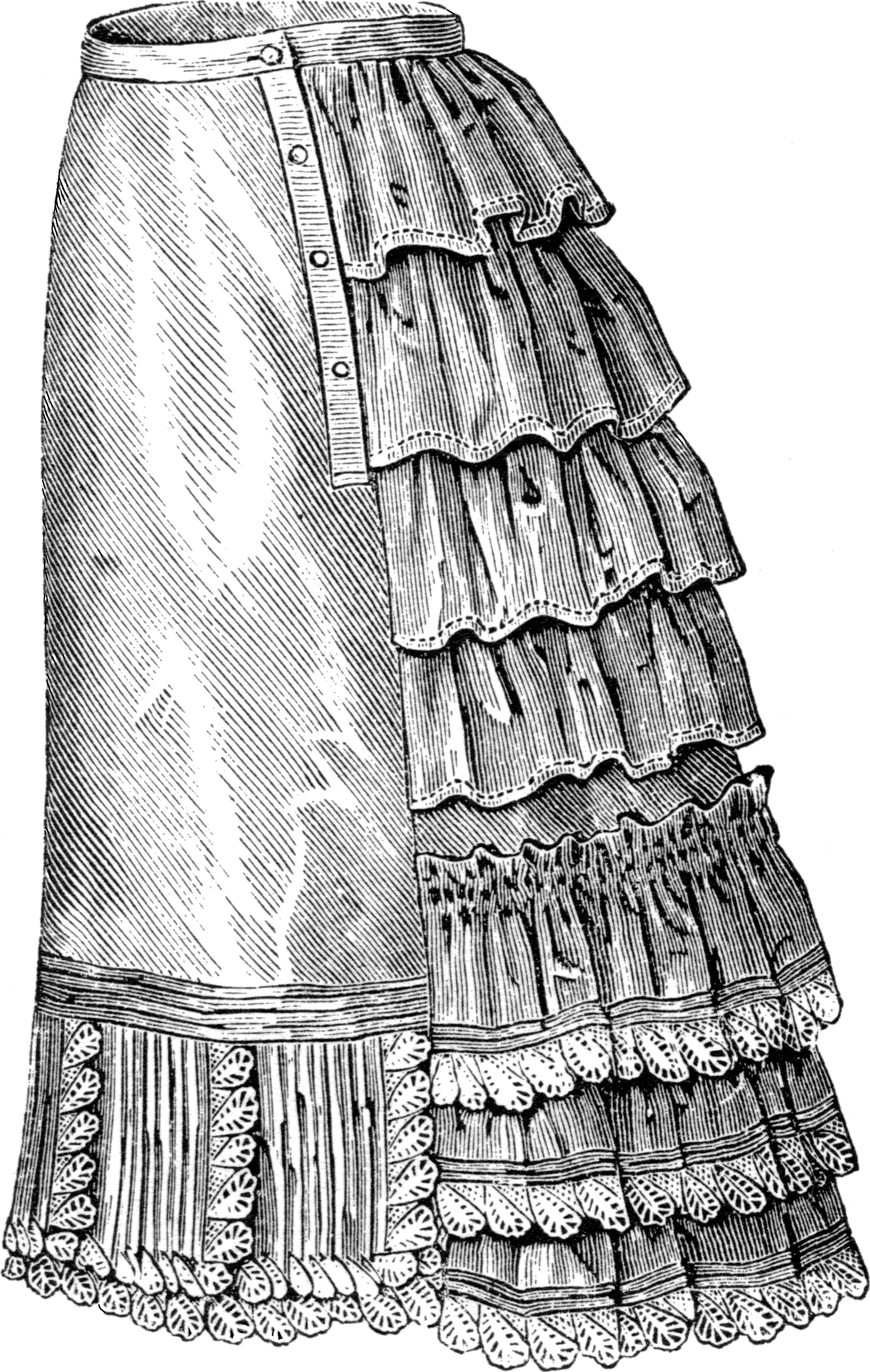
Sukně s volány
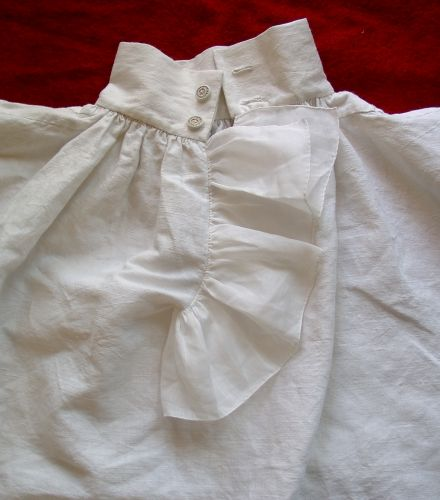
Fiží s volány